# Суперкубок Сектора Гази з футболу 2015
Суперкубок Сектора Гази з футболу 2015  — 4-й розіграш турніру. Матч відбувся 28 серпня 2015 року між чемпіоном Сектора Гази і володарем Кубка Сектора Гази клубом Аль-Іттіхад (Шуджаія) та віце-чемпіоном Сектора Гази клубом Шабаб (Хан Юніс). Технічну перемогу здобув клуб із Шуджаії, тому що Шабаб був дискваліфікований через неявку на матч.
| Володар Суперкубка Сектора Гази 2015 |
| ------------------------------------ |
|                                      |
| Аль-Іттіхад (Шуджаія) Другий титул   |

## Матч

### Деталі
| 28 серпня 2015 16:00 (EEST) |

| Аль-Іттіхад (Шуджаія) | 3:0 (Технічна поразка) | Шабаб (Хан Юніс) |
| --------------------- | ---------------------- | ---------------- |
|                       | Протокол               |                  |

| Ярмук, Газа |